# Brachoria conta
Brachoria conta är en mångfotingart som beskrevs av Keeton 1965. Brachoria conta ingår i släktet Brachoria och familjen Xystodesmidae. Inga underarter finns listade i Catalogue of Life.